# Créteil
Créteil è un comune francese di 90 605 abitanti (INSEE) capoluogo del dipartimento della Valle della Marna nella regione dell'Île-de-France.

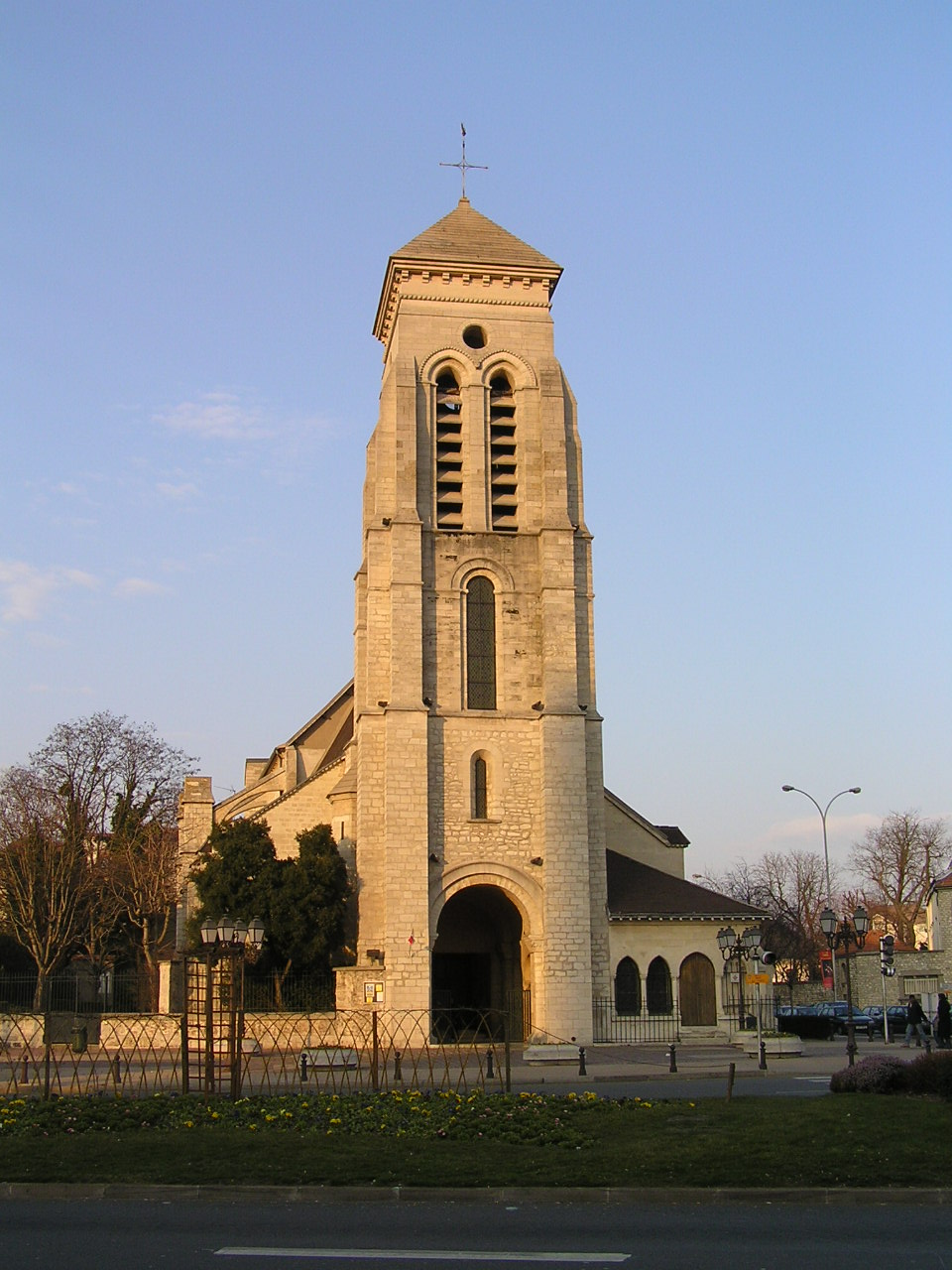
La chiesa di Saint-Christophe

## Storia
Nel suo comprensorio, in un palazzo sulle rive della Marna, venne fondato nel 1906 il cenacolo culturale conosciuto come l'Abbaye de Créteil.
Dal 1970 è sede della XII Università di Parigi, denominata "Val-de-Marne", che conta circa 30.000 studenti.

## Geografia antropica

### Suddivisioni amministrative
Créteil è divisa in due cantoni: il cantone di Créteil-1 comprende la parte occidentale della città, il cantone di Créteil due quella orientale. Prima della riforma dei cantoni del 2015, il comune era invece diviso tra i tre canoni di Créteil-Nord, Créteil-Ovest e Créteil-Sud. Né i cantoni attuali né quelli precedenti comprendono altri comuni.

## Cinema e Media
- A Créteil è ambientato lo sceneggiato televisivo Rai Gamma, diretto nel 1975 da Salvatore Nocita.
- Il quartiere e il suo lago artificiale sono ambientazione del film L'ultima donna (1976), di Marco Ferreri.
- I moderni palazzi di Créteil forniscono lo spunto e l'ambientazione per il film Troppo amici (2009), di Olivier Nakache e Éric Toledano.
- Un liceo di Créteil e le sue classi multietniche sono l'ambientazione del film Una volta nella vita (2014), di Marie-Castille Mention-Schaar.

## Sport
Nel 2011 la città ha ospitato la partenza dell'ultima tappa del Tour de France con arrivo all'Avenue des Champs-Élysées di Parigi.

## Società

### Evoluzione demografica
Abitanti censiti

## Amministrazione

### Gemellaggi[3]
- Kiryat Yam, dal 1978
- Salzgitter, dal 1980
- Les Abymes, dal 1981
- Falkirk, dal 1983
- Mataró, dal 1991
- Playa, dal 2002
- Loulé, dal 2016

### Accordi di cooperazione[3]
- Cotonou, dal 1986
- Erevan, dal 1999